# Binzago
Binzago is een plaats (frazione) in de Italiaanse gemeente Cesano Maderno en heeft 6274 inwoners (2013).
De plaats stond in vroeger tijden bekend onder de namen Blanzago, Bianzagum en Blanzagum en was een gemeente in de provincie Milaan. Bij koninklijk decreet van 9 februari 1869 werd Binzago ondergebracht bij de gemeente Cesano Maderno. Overigens was dit tijdens de Napoleontische tijd ook al het geval geweest.
Op 19 augustus 1724 kreeg Eramo Aliprandi Martinego uit handen van keizer Karel VI de titel van markies van Binzago. Hij bezat land en een woning in het dorp, en werd begunstiger van de Santuario di Santa Maria della Frasca.
In Binzago staat de 13e-eeuwse kerk Santuario Madonna delle Grazie. Naast de kerk stond een inmiddels verdwenen nonnenklooster.